# Eridolius brevicornis
Eridolius brevicornis là một loài tò vò trong họ Ichneumonidae.